# Nousera gibba
Nousera gibba is een insect uit de familie van de vlinderhaften (Ascalaphidae), die tot de orde netvleugeligen (Neuroptera) behoort. 
Nousera gibba is voor het eerst wetenschappelijk beschreven door Navás in 1923.